# Monadnock Railroad
Die Monadnock Railroad ist eine ehemalige Eisenbahngesellschaft in Massachusetts und New Hampshire (Vereinigte Staaten). Sie bestand als eigenständige Gesellschaft von 1848 bis 1892.

## Geschichte
Die Gesellschaft wurde am 13. Dezember 1848 gegründet, begann jedoch zunächst nicht mit dem Bau einer Strecke. 1868 wurde die Gründung der Gesellschaft erneuert und eine 24 Kilometer lange normalspurige Eisenbahnstrecke von Winchendon (Massachusetts) nach Peterborough (New Hampshire) geplant. Bis 1871 ging die Strecke in Betrieb.
Die in Winchendon in südliche Richtung anschließende Boston, Barre and Gardner Railroad pachtete die kleine Bahn ab 1. Oktober 1874 für 99 Jahre. Im Januar 1880 ging der Pachtvertrag jedoch auf die ebenfalls durch Winchendon führende Cheshire Railroad über. Nachdem die Fitchburg Railroad bereits 1890 die Cheshire Railroad gekauft hatte und den Vertrag mit der Monadnock Railroad übernommen hatte, erwarb sie die Bahn am 28. September 1892 endgültig. Ab 1900 stand die Bahn unter Kontrolle der Boston and Maine Railroad, die sie in den 1970er und 1980er Jahren abschnittsweise stilllegte.